# Gobernador de Baja California
El gobernador del Estado Libre y Soberano de Baja California es el titular del poder ejecutivo de dicho estado. Es elegido por voto directo, universal, libre y secreto. Una vez electo entra al cargo el 1 de noviembre de año de la elección. Su periodo dura un sexenio, es decir, seis años. Después de ser electo no es reelegible en ningún caso, ni para otras elecciones o como gobernador provisional, interino, sustituto o encargado del despacho.
La renuncia del cargo tiene que alabada por el Congreso de Baja California, y únicamente es por causa grave. En caso de la renuncia, muerte o destitución del gobernador en turno asume de como encargado del despacho el secretario general de Gobierno; posteriormente y dependiendo en qué parte del periodo ocurrió la falta permanente le corresponde al Congreso del Estado nombrar un gobernador provisional, interino o sustituto, según sea el caso.
El cargo es explorado en la Constitución del Estado en el título primero en los capítulo I «Del Poder Ejecutivo» y capítulo II «De las facultades y obligaciones del Gobernador». Del artículo 40 al 48 de la Constitución se explora la naturaleza del cargo y el método de elección. El artículo 49, único del Capítulo II, explora, como su nombre lo aclara, las facultades y obligaciones del cargo, así como sus diversas atribuciones y limitaciones.
El cargo existe desde su inclusión en la Constitución Política de Baja California el 26 de noviembre de 1952, diez meses después la erección del Estado Libre y Soberano de Baja California como el estado veintinueve de la Federación Mexicana. Su primer titular fue Alfonso García González en calidad de sustituto y el primer constitucional fue Braulio Maldonado Sández que asumió el cargo el 1 de diciembre de 1953.
El gobernador es la cabeza de la Administración Pública Local del Estado. Es auxiliado por las dependencias del gobierno estatal, que consta de su gabinete —titulares de las doce secretarías del Estado— y de la Oficina del Gobernador —que se conforma por el secretario particular del Ejecutivo y coordinador general del Gabinete—.

## Símbolos
|  | Según el artículo 6 de la Constitución Política del Estado de Baja California el único símbolo estatal oficial es su escudo de armas. El gobernador, como titular del poder ejecutivo de la entidad, puede usarlo como su única representación oficial. |

## Requisitos para acceder al cargo
De acuerdo con el artículo 41 de la Constitución Estatal, son necesarios estos requisitos:
- Estar en pleno goce de sus derechos
- Tener treinta años el día de la elección
- Tener la únicamente la nacionalidad mexicana
- Residir en el Estado por lo menos quince años antes de la elección
- No poseer un cargo eclesiástico, un cargo militar activo o cualquier otro cargo político

## Facultades y obligaciones
Como ya se había mencionado, el artículo único 49 del capítulo II «De las facultades y obligaciones del gobernador» del título 4 de la Constitución Estatal aborda todas las facultades, obligaciones y restricciones del titular del cargo. Principalmente destacan las siguientes:
- Nombrar y remover libremente a sus secretarios y cualquier funcionario o empleado que dependa de su cargo. Específicamente el secretario de Desarrollo Social y el director de Control y Evaluación Gubernamental deben ser ratificados por el Congreso del Estado.
- Nombrar y remover libremente al procurador general de Justicia del Estado.
- Mandar propuestas al Congreso del Estado.
- Celebrar convenios con la Federación en materias que le incumban.
- Presentar cada diciembre la propuesta del presupuesto fiscal al Congreso del Estado.
- Rendir su informe de la Administración Pública Local cada primer periodo de sesiones ordinarias del Congreso del Estado.
- Dar y pedir informes del al Congreso del Estado y al Tribunal Superior de Justicia.
- Realizar planes conjuntos a los ayuntamientos de los municipios del Estado que vea conveniente. Asegurar el bienestar en materia de pesca y agricultura en los municipios del Estado. Fomentar el turismo y el desarrollo sostenible de demás recursos naturales.
- Conceder conmutación de penas conforme a la Ley.
- Expropiar bienes conforme a la Ley.
- En casos de extrema urgencia, tomar medidas extraordinarias de los ayuntamientos si la soberanía del Estado está en peligro y tomar el mando de las fuerzas públicas municipales si un ayuntamiento desapareciera.
- Avisar al Congreso del Estado cuando se separe del cargo provisionalmente o se ausente del Estado por un máximo de treinta días. En el caso de que se superara el límite, se nombraría un suplente según la sucesión, como se explora en otra sección del artículo.

## Sucesión
Cualquier gobernador que no se constitucional también debe de cumplir con los requisitos anteriores solo que, en este caso, en vez de tener por lo menos treinta años el día de elección, sería el día en que fuera nombrado. El reemplazo del gobernador en casos de ausencia temporal o permanente se explora en los artículos 46 y 47 de la Constitución Estatal:
- Si el gobernador electo no se presentara el día de la toma de posesión o si las elecciones hubieran sido anuladas por las autoridades electorales, el Congreso del Estado nombraría un gobernador provisional hasta que se presentara el electo.
- Si la falta fuera temporal (no mayor a treinta días), el secretario general de Gobierno asumiría el cargo como encargado del despacho.
- Si la falta fuera permanente (renuncia, muerte o sustitución) o si se prolongara al secretario general de Gobierno con un periodo de seis meses se nombraría a su reemplazo según la siguiente pauta:
  - Si se diera en los primeros años años del sexenio, el Congreso del Estado nombraría un gobernador provisional (con dos tercios de los votos) para que posteriormente convocara elecciones extraordinarias y su cargo no durara más de cuatro meses después de su convocatoria.
  - Si se diera desde el tercer año del sexenio, el Congreso del Estado nombraría un gobernador sustituto que terminaría la totalidad del sexenio según haya tomado posesión.